# Sergej Tiviakov

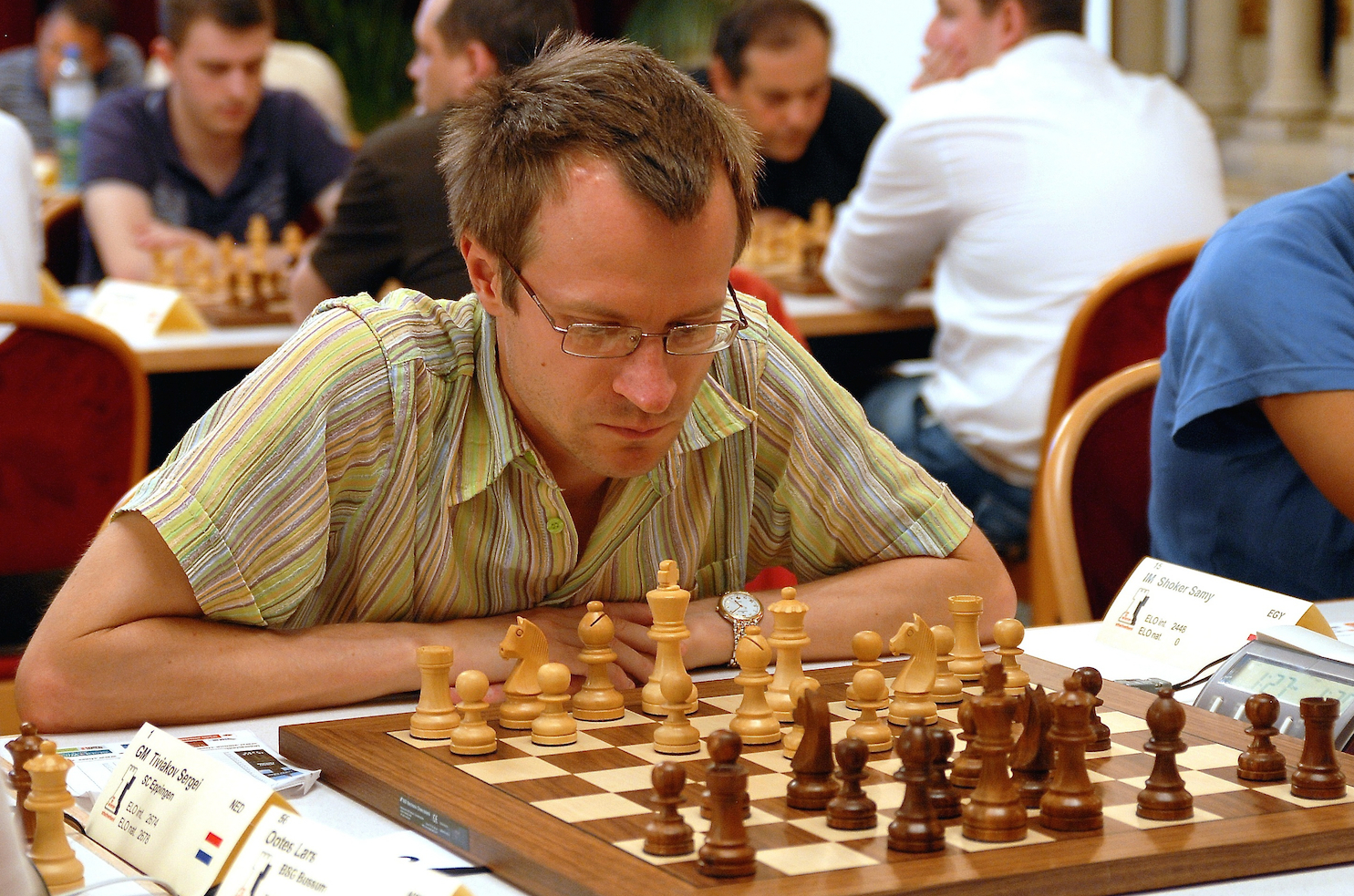
Sergej Tiviakov (2009)

Sergej Tiviakov (Russisch: Серге́й Никола́евич Тивякóв, Sergej Nikolajevitsj Tivjakov) (Krasnodar, 14 februari 1973) is een Nederlandse schaakgrootmeester van Russische afkomst.

## Loopbaan
Van 1980 tot 1984 leerde hij schaken op de schaakschool van Vasili Smyslov. In 1989 werd hij wereldkampioen bij de jeugd tot 18 jaar. In 1991 werd hij grootmeester. In 1994 verloor hij in New York van Michael Adams in de kwartfinale van het PCA-kandidatenmatches. In 1995 voltooide hij zijn economiestudie in Krasnodar. In 1997 emigreerde hij naar Nederland en vestigde zich in Groningen. Hij werd genaturaliseerd en won met het Nederlandse team het Europees schaakkampioenschap voor landenteams in 2001 en 2005.
Tiviakov speelt en wint veel open toernooien over de hele wereld. Een greep uit zijn toernooi-overwinningen: VAM Hoogeveen 1999, Groningen 1999, Gausdal 2000, Politiken Cup Kopenhagen 2002, Sevilla 2003, Dieren 2004, Vlissingen 2004, Amsterdam Chess Tournament 2006, Valle d'Aosta 2006, Vlissingen 2007, Triëst 2007, Politiken Cup 2008, Schaaktoernooi Hoogeveen 2009 en 2011 en Leiden Chess Tournament 2011.
In 2008 werd Tiviakov Europees kampioen, als eerste Nederlander. In het Bulgaarse Plovdiv eindigde hij alleen op de eerste plaats, met een score van 8.5 uit 11 partijen.
In augustus 2012 won hij in Roosendaal met 5 pt. uit 6, samen met Martyn Kravtsiv, het LBV Schaaktoernooi. In december 2012 won hij met Anish Giri, Ivan Sokolov en Jan Smeets in Abu Dhabi het Wereldkampioenschap schaken voor stedenteams namens Hoogeveen (Drenthe); Bakoe (Azerbeidzjan) eindigde als tweede.

## Nederlands kampioenschap

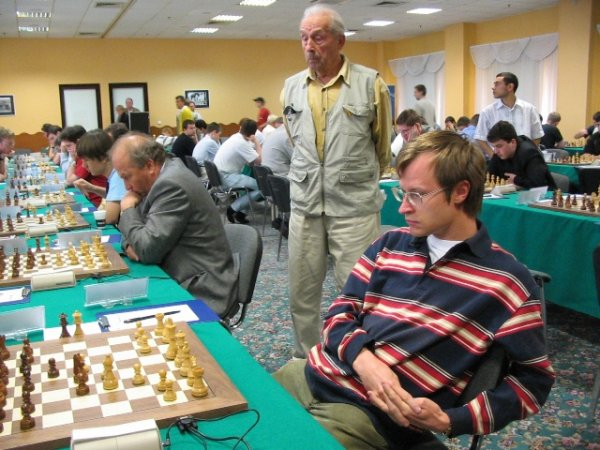
Sergej Tiviakov - Warschau 2005

Tiviakov deed voor het eerst mee aan het Nederlands kampioenschap in 2000. Hij eindigde op de 3e/5e plaats. In 2001 werd hij 3e/4e en in 2002 gedeeld 1e, samen met Loek van Wely. Tiviakov verloor de rapid play-off. In 2003 werd hij 2e/3e, in 2004 3e en in 2005 2e/3e. In 2006 en 2007 werd hij Nederlands kampioen. In 2007 was hij samen met Daniel Stellwagen bovenaan geëindigd, en won hij het 'vluggeren' met 1,5 - 0,5. In 2018 was hij reserve en kon hij invallen toen Benjamin Bok afzegde. Als outsider won hij toen eerder verrassend de titel, nadat Sokolov en Van Wely in rechtstreekse duels van hem verloren. In 2024 verloor hij de finale van het NK van Max Warmerdam.

## Olympiade
Tiviakov maakte in 1994 als eerste reserve deel uit van het Russische team dat de Olympiade won. Vanaf 2000 speelt hij voor Nederland, meestal aan het derde bord, en meestal met een score van meer dan 50 procent.

## Wetenswaardigheden
Tiviakov is Lid van Verdienste van de KNSB.